# Kolarstwo na Letnich Igrzyskach Olimpijskich 1948
Kolarstwo na Letnich Igrzyskach Olimpijskich 1948 w Londynie rozgrywane było w dniach 7 – 11 sierpnia. Trasa wyścigu szosowego liczyła niecałe 195 km i składała się z 17 pętli w okolicach zamku Windsor. Konkurencje torowe odbyły się na Herne Hill Velodrome. Polacy nie startowali. Drużyna Belgii, która uzyskała najlepszą sumę czasów w wyścigu szosowym nie zdawała sobie sprawy z istnienia klasyfikacji drużynowej i wróciła do kraju, nie odebrawszy swoich medali. Ostatecznie tylko dwóm członkom drużyny wręczono należne im medale, ale dokonano tego dopiero w 2010 roku.

## Medaliści
| Konkurencja                                         | Złoto                                                             | Srebro                                                      | Brąz                                                              |
| kolarstwo szosowe                                   |                                                                   |                                                             |                                                                   |
| Wyścig indywidualny ze startu wspólnego (szczegóły) | José Beyaert                                                      | Gerrit Voorting                                             | Lode Wouters                                                      |
| Wyścig drużynowy ze startu wspólnego (szczegóły)    | Belgia · Lode Wouters · Leon De Lathouwer · Eugène Van Roosbroeck | Wielka Brytania · Bob Maitland · Gordon Thomas · Ian Scott  | Francja · José Beyaert · Alain Moineau · Jacques Dupont           |
| kolarstwo torowe                                    |                                                                   |                                                             |                                                                   |
| Sprint (szczegóły)                                  | Mario Ghella                                                      | Reg Harris                                                  | Axel Schandorff                                                   |
| Tandemy (szczegóły)                                 | Włochy · Ferdinando Terruzzi, Renato Perona                       | Wielka Brytania · Reg Harris, Alan Bannister                | Francja · René Faye, Gaston Dron                                  |
| Wyścig drużynowy na dochodzenie (szczegóły)         | Francja · C. Coste, S. Blusson, · F. Decanali, P. Adam            | Włochy · A. Benfenati, G. Bernardi, · A. Citterio, R. Pucci | Wielka Brytania · A. Geldard, T. Godwin, · D. Ricketts, W. Waters |
| 1 km na czas (szczegóły)                            | Jacques Dupont                                                    | Pierre Nihant                                               | Tommy Godwin                                                      |

### Kolarstwo szosowe

#### Wyścig ze startu wspólnego – indywidualnie
| Miejsce | Państwo         | Zawodnik          | Czas        |
| ------- | --------------- | ----------------- | ----------- |
| 1.      | Francja         | José Beyaert      | 5:18:12.6 h |
| 2.      | Holandia        | Gerrit Voorting   | 5:18:16.2 h |
| 3.      | Belgia          | Lode Wouters      | 5:18:16.2 h |
| 4.      | Belgia          | Leon De Lathouwer | 5:18:16.2 h |
| 5.      | Szwecja         | Nils Johansson    | 5:18:16.2 h |
| 6.      | Wielka Brytania | Bob Maitland      | 5:18:16.2 h |
| 7.      | Australia       | Jack Hoobin       | 5:18:18.2 h |
| 8.      | Wielka Brytania | Gordon Thomas     | 5:18:18.2 h |

#### Wyścig ze startu wspólnego – drużynowo
| Miejsce | Państwo         | Zawodnik                                             | Czas         |
| ------- | --------------- | ---------------------------------------------------- | ------------ |
| 1.      | Belgia          | Lode Wouters Leon De Lathouwer Eugène Van Roosbroeck | 15:58:17.4 h |
| 2.      | Wielka Brytania | Bob Maitland Gordon Thomas Ian Scott                 | 16:03:31.6 h |
| 3.      | Francja         | José Beyaert Alain Moineau Jacques Dupont            | 16:08:19.4 h |
| 4.      | Włochy          | Adolfo Ferrari Silvio Pedroni Franco Fanti           | 16:13:05.2 h |
| 5.      | Szwecja         | Nils Johansson Harry Snell Åke Olivestedt            | 16:20:26.6 h |
| 6.      | Szwajcaria      | Jakob Schenk Jean Brun Walter Reiser                 | 16:23:04.2 h |
| 7.      | Argentyna       | Ceferino Peroné Dante Benvenuti Miguel Sevillano     | 16:39:46.2 h |

Rezultaty tej konkurencji ustalono na podstawie sumy czasów trzech najlepszych zawodników z danego kraju w wyścigu indywidualnym ze startu wspólnego. Sklasyfikowano tylko siedem ekip.

### Kolarstwo torowe

#### Sprint
| Miejsce | Państwo           | Zawodnik           |
| ------- | ----------------- | ------------------ |
| 1.      | Włochy            | Mario Ghella       |
| 2.      | Wielka Brytania   | Reg Harris         |
| 3.      | Dania             | Axel Schandorff    |
| 4.      | Australia         | Charles Bazzano    |
| 5.      | Stany Zjednoczone | Jack Heid          |
| 5.      | Chile             | Mario Masanés      |
| 5.      | Urugwaj           | Leonel Rocca       |
| 5.      | Belgia            | Emile Van De Velde |

#### Tandemy
| Miejsce | Państwo           | Zawodnik                          |
| ------- | ----------------- | --------------------------------- |
| 1.      | Włochy            | Ferdinando Terruzzi Renato Perona |
| 2.      | Wielka Brytania   | Reg Harris Alan Bannister         |
| 3.      | Francja           | René Faye Gaston Dron             |
| 4.      | Szwajcaria        | Jean Roth Max Aeberli             |
| 5.      | Belgia            | Louis Van Schill Roger De Pauw    |
| 5.      | Dania             | Hans Andresen Evan Klamer         |
| 5.      | Holandia          | Klaas Buchly Tinus van Gelder     |
| 5.      | Stany Zjednoczone | Marvin Thomson Al Stiller         |

#### Drużynowo na dochodzenie
| Miejsce | Państwo         | Zawodnik                                                                  |
| ------- | --------------- | ------------------------------------------------------------------------- |
| 1.      | Francja         | Charles Coste Serge Blusson Fernand Decanali Pierre Adam                  |
| 2.      | Włochy          | Arnaldo Benfenati Guido Bernardi Anselmo Citterio Rino Pucci              |
| 3.      | Wielka Brytania | Alan Geldard Tommy Godwin David Ricketts Wilf Waters                      |
| 4.      | Urugwaj         | Atilio François Juan de Armas Luis Ángel de los Santos Waldemar Bernatzky |
| 5.      | Australia       | Sidney Patterson Jim Nestor Jack Hoobin Russell Mockridge                 |
| 5.      | Belgia          | Jos De Beukelaere Maurice Blomme Lionel Van Brabant Raphael Glorieux      |
| 5.      | Dania           | Max Jørgensen Børge Gissel Børge Mortensen Benny Schnoor                  |
| 5.      | Szwajcaria      | Walter Bucher Gaston Gerosa Eugen Kamber Hans Pfenninger                  |

#### 1 km na czas
| Miejsce | Państwo           | Zawodnik         | Czas     |
| ------- | ----------------- | ---------------- | -------- |
| 1.      | Francja           | Jacques Dupont   | 1:13.5 h |
| 2.      | Belgia            | Pierre Nihant    | 1:14.5 h |
| 3.      | Wielka Brytania   | Tommy Godwin     | 1:15.0 h |
| 4.      | Szwajcaria        | Hans Flückiger   | 1:15.3 h |
| 5.      | Dania             | Axel Schandorff  | 1:15.5 h |
| 6.      | Australia         | Sidney Patterson | 1:15.7 h |
| 7.      | Stany Zjednoczone | Jack Heid        | 1:16.2 h |
| 8.      | Austria           | Walter Freitag   | 1:16.8 h |

## Kraje uczestniczące
W zawodach wzięło udział 188 kolarzy z 33 krajów:
| - Argentyna - Australia - Austria - Belgia - Chile - Chiny - Dania - Finlandia - Francja - Grecja - Gujana Brytyjska - Holandia - Indie - Jugosławia - Kanada - Korea Południowa - Kuba | - Luksemburg - Meksyk - Norwegia - Nowa Zelandia - Pakistan - Peru - Stany Zjednoczone - Szwajcaria - Szwecja - Trynidad i Tobago - Turcja - Urugwaj - Wenezuela - Wielka Brytania - Włochy - Południowa Afryka |

## Klasyfikacja medalowa
| #  | Reprezentacja   | Złoto | Srebro | Brąz | Razem |
| -- | --------------- | ----- | ------ | ---- | ----- |
| 1. | Francja         | 3     | 0      | 2    | 5     |
| 2. | Włochy          | 2     | 1      | 0    | 3     |
| 3. | Belgia          | 1     | 1      | 1    | 3     |
| 4. | Wielka Brytania | 0     | 3      | 2    | 5     |
| 5. | Holandia        | 0     | 1      | 0    | 1     |
| 6. | Dania           | 0     | 0      | 1    | 1     |